# Riad Seïf
Riad Seif (arabe : رياض سيف), né le 25 novembre 1946 à Damas, est un dissident politique et homme d'affaires syrien, ancien membre de l'Assemblée du peuple. 
Député, il est privé de son immunité et mis en prison en 2001 après avoir dénoncé la corruption dans le secteur des télécommunications.
Il purge une peine de deux ans et demi entre janvier 2008 et juillet 2010 pour avoir appelé à la démocratie dans son pays
Seif a été arrêté plusieurs fois et notamment dans le cadre des protestations syriennes de 2011.
De mai 2017 à mai 2018, il est président de la Coalition nationale syrienne, une des composantes de l'opposition syrienne en exil.